# Virgen de Carballeda
La Virgen de Carballeda es la patrona de Rionegro del Puente y de la comarca de La Carballeda de la provincia de Zamora (Castilla y León, España).
Representada por una imagen  conservada y venerada en el  santuario homónimo de origen románico, aunque con varias modificaciones posteriores, es propiedad de la Cofradía de Los Falifos, la más antigua y en tiempos más poderosa  del Camino de Santiago.
La fiesta dedicada a esta Virgen se celebra desde tiempos no documentados el tercer domingo de septiembre, dando lugar a distintos actos religiosos y a una feria que hoy en día continúa atrayendo multitudes.